# Svenska landsmålsföreningen i Helsingfors
Svenska landsmålsföreningen i Helsingfors var en finlandssvensk landsmålsförening.
Föreningen instiftades 1874 efter mönster från Uppsala av Axel Olof Freudenthal, som var dess ordförande till 1900. Syftet var att främja det vetenskapliga studiet av de svenska dialekterna i Finland samt att samla och ordna allt som kunde bidra till kännedomen om dem. Medlemmarna tecknade upp dialektord som lade grunden till de samlingar som Herman Vendell byggde sin ordbok på. 
Föreningen gav också ut en samling Nyländska folksagor (1887) och sände ut sina medlemmar på fältarbete i både Finland och Estland. År 1893 upphörde föreningen temporärt med dialektstudiet för att i stället teckna upp finlandismer. Detta arbete, som pågick till 1899, lade grunden till Freudenthals ordlista Skiljaktigheter mellan finländska svenskan och rikssvenskan (1902) och Hugo Bergroths Finlandssvenska (1917). Samlingarna och biblioteket överläts 1908 till Svenska litteratursällskapet i Finland. Sedan Tor Karstens tid som ordförande har verksamheten legat nere. 